# Vertrauen (Wirtschaft)
In den Wirtschaftswissenschaften spielt Vertrauen in einer Vielzahl von Teildisziplinen und benachbarter Disziplinen eine Rolle. Je nach Fragestellung (z. B. Vertrauen im Unternehmen versus Vertrauen in die Währung) und Forschungsmethode (z. B. spieltheoretische, experimentelle oder surveybasierte Herangehensweise) ergeben sich jedoch zwangsläufig Unterschiede bei den zugrunde gelegten Definitionen und Theorien. Insofern existiert keine einheitliche Vertrauenstheorie in den Wirtschaftswissenschaften, sondern vielmehr eine Art „Kerndefinition“ von Vertrauen als Ausgangspunkt, von der dann verschiedene, parallel existierende Forschungsprogramme ausgehen. Die gemeinsame begriffliche Klammer liegt in den wesensbestimmenden Eigenschaften von Vertrauen begründet, die sich für ein weites Spektrum an Vertrauenskontexten generalisieren lassen. Demzufolge ist Vertrauen eine Erwartung dahingehend, dass man sich – trotz eines gewissen Risikos – auf die soziale Umwelt einlassen (und verlassen) kann.

## Allgemeines
In der Ökonomie spielen Transaktionen eine zentrale Rolle. Ihnen ist gemein, dass immer mindestens zwei Personen beteiligt sind und der Leistung des einen die Gegenleistung des anderen gegenübersteht. Grundbedingung einer jeden Transaktion ist ein ausreichendes Vertrauen, dass der jeweils andere auch seine Gegenleistung erbringen wird.
So vertraut der Verkäufer dem Käufer dahingehend, dass der Käufer den Kaufpreis entrichten wird. Im Gegenzug vertraut der Käufer dem Verkäufer, dass die Ware die zugesicherten Eigenschaften hat.
Offenkundig ist, dass dieses Vertrauen auch enttäuscht werden kann. In diesem Fall (der mit einer bestimmten Wahrscheinlichkeit stattfindet) entstehen dem Transaktionspartner Kosten (z. B. der uneinbringliche Kaufpreis).
Umgekehrt entsteht durch die (korrekt durchgeführte) Transaktion ein Nutzen. Nur wenn dieser Nutzen höher liegt als der Erwartungswert des möglichen Missbrauchs des Vertrauens wird das Vertrauen ausreichen, die Transaktion durchzuführen.
Das Vertrauen, also die Bereitschaft eines Vertrauenden (A), sich auf die Handlung eines anderen (B) zu verlassen, lässt sich formell so darstellen:
Nach der Wahrscheinlichkeitsrechnung:
{\displaystyle p\cdot G(x)-(1-p)\cdot L(y)>0}
wobei
{\displaystyle p} = Wahrscheinlichkeit (oft aufgrund der subjektiven Beurteilung von A), dass B die Handlung x ausführt bzw. auswählt
{\displaystyle x} = Handlung, die B ausführen soll
{\displaystyle y} = nicht x, d. h. Handlung, die B ausführt und damit das Vertrauen missbraucht
{\displaystyle G(x)} = Bezahlung/Gewinn für/durch die Handlung x
{\displaystyle L(y)} = Verlust, der durch die Handlung y zustande kommt
Umgeformt lautet die Formel, wenn Sie das notwendige Vertrauen bestimmen wollen:
{\displaystyle p>L(y)/(L(y)+G(x))}

### Beispiel
Eine Bank will einem Kunden einen Kredit über 10.000 € geben. Die Bank würde an dem Kredit 1.000 € verdienen – wenn der Kunde ihn vertragsgemäß zurückzahlt. Ob der Kunde dies machen wird, ist ungewiss. Aus ihren Erfahrungen im Kreditgeschäft weiß die Bank, dass bei Ratenkrediten 3 % der Kunden ihre Kredite nicht zurückzahlen. Zahlt der Kunde nicht zurück, verliert die Bank das ausgeliehene Kapital.
{\displaystyle p} = Wahrscheinlichkeit der korrekten Rückzahlung = 97 %
{\displaystyle 1-p} = Wahrscheinlichkeit, dass der Kunde das Vertrauen missbraucht und nicht zahlt = 3 %
{\displaystyle G(x)} = Gewinn bei Rückzahlung = 1.000 €
{\displaystyle L(y)} = Verlust bei Nicht-Zurückzahlung = 10.000 €
Vertrauen = 0,97 × 1.000 € − 0,03 × 10.000 € = 970 € (Zinsertrag) − 300 € (Risikokosten) = 670 €
Da im Beispiel der Ertrag höher liegt als die Kosten, wird die Bank das Vertrauen aufbringen, den Kredit zu gewähren.
Das vorangehende Beispiel verdeutlicht, dass Vertrauen gleichermaßen eine entscheidungstheoretische als auch eine strategische bzw. interaktive Komponente hat. Vertrauen stellt insofern eine spezielle Entscheidung unter Risiko dar, bei der das soziale Risiko bzw. Verhaltensrisiko eines Interaktionspartners eine Rolle spielt. Aus diesen Gründen lassen sich Vertrauensentscheidungen – je nach Fragestellung – mit den Methoden der Entscheidungstheorie und der Spieltheorie untersuchen.

## Entscheidungstheorie
In der Entscheidungstheorie steht die Frage im Vordergrund, welche (1) Einflussfaktoren der Entscheidungssituation (z. B. Grad des Interessenskonfliktes, symmetrischer oder asymmetrischer Informationsstand) und (2) welche Persönlichkeitsfaktoren seitens des Vertrauensgebers (z. B. soziale Risikobereitschaft, kognitive Dissonanz etc.) vertrauensvolles Verhalten begründen können. Da die vertrauende Person in der Regel nach Signalen Ausschau hält, aus der sie Informationen über die Vertrauenswürdigkeit ihres Gegenübers ableiten kann, weist die Vertrauensentscheidung auch stets eine epistemische, also informationsbasierte, Ebene auf. Hierzu zählen unter anderem Kategorien wie Grundvertrauen und kategoriebasiertes Vertrauen.

## Spieltheorie
In der Spieltheorie steht die Interaktion mit dem Empfänger des Vertrauens im Vordergrund, das am Modell des Vertrauensspiels analysiert wird. Im Kontext des Vertrauensspiels ist sowohl die Bereitschaft (= Wahrscheinlichkeit für vertrauensvolle Entscheidung) als auch die Intensität (= Höhe des riskierten Vorschusses) umso höher, je (1) niedriger der Interessenkonflikt zwischen Vertrauensgeber (VG) und Vertrauensnehmer (VN) ausgeprägt ist; (2) intensiver der Informationsfluss zwischen VG und VN ausgeprägt ist; (3) reibungsloser die Kommunikation zwischen VG und VN erfolgt; (4) häufiger VG und VN miteinander in Interaktion treten (wiederholtes Spiel); (5) stärker das moralische Commitment (z. B. Orientierung an sozialen Normen) bei beiden ausgeprägt ist.
Abhängig davon, welche Vertrauensgrundlage analysiert werden soll, lässt sich das einfache Vertrauensspiel auf vielfältigste Weise modifizieren (z. B. Variation des Interessenkonflikt, der Informationsstruktur, der zeitlichen Struktur etc.). Darüber hinaus existieren weitere Teildisziplinen der Spieltheorie, wie z. B. die verhaltensorientierte Spieltheorie, die psychologische Spieltheorie und die evolutionäre Spieltheorie. Jede Teildisziplin ermöglicht jeweils eine bessere Erklärung für verschiedene Vertrauensgrundlagen. So gibt die verhaltensorientierte Spieltheorie besseren Einblick in die Vielschichtigkeit (pro)sozialer Motivationen, denn sie verlässt die im Vertrauenskontext zumeist hinderliche, konventionelle Eigennutzannahme der Ökonomik. Die psychologische Spieltheorie ermöglicht eine realistischere Darstellung der Wirkung von Erwartungen und Erwartungsbildung. Die evolutionäre Spieltheorie liefert Argumente für die langfristige Vorteilhaftigkeit vertrauensvoller und vertrauenswürdiger Verhaltensweisen.

## Maßnahmen zur Erhöhung des Vertrauens
Je höher das Vertrauen, umso leichter ist es, Transaktionspartner zu gewinnen und umso bessere Konditionen sind am Markt zu erzielen.
Besonders deutlich wird dies an den Kapitalmärkten. In Abhängigkeit von dem Vertrauen in die Bonität der Emittenten von Wertpapieren wird an den Märkten eine unterschiedliche Risikoprämie gefordert.
Aus diesem Grund gibt es seit jeher das Bemühen der Wirtschaftsakteure, ihr Vertrauen zueinander zu erhöhen.

### Institutionen und Rechtsordnung
Ein wesentliches vertrauensstiftendes Element sind funktionierende Institutionen (z. B. Gerichte, Handelskammern, Normungsinstitute). Hierzu zählt vor allem der Rechtsstaat. Nur mittels dieser Institutionen ist es dem Wirtschaftsteilnehmer möglich, einen möglichen Vertrauensbruch des anderen sanktionieren zu lassen. Die Sanktionsmöglichkeit wiederum erhöht das nötige Vertrauen. In diesem Zusammenhang ist es wesentlich, dass die Wirtschaftsakteure selbst über Institutionenvertrauen verfügen.

### Externe Prüfungen
Ein wesentliches Problem beim Aufbau von Vertrauen ist die Asymmetrische Informationsverteilung. Zum Beispiel kennt der Verkäufer Mängel des Verkaufsgegenstandes, der Käufer aber nicht. Um das Vertrauen zu erhöhen, werden hier vielfach externe Prüfer eingesetzt. So erhöht sich das Vertrauen des Gebrauchtwagenkäufers deutlich, wenn ein aktuelles TÜV-Gutachten vorliegt. Typische Fälle solcher externen Prüfungen sind Ratings von Wertpapieren oder Kreditnehmern.

### Bank und Versicherungsgeschäft
In besonderem Maße sind Kreditinstitute von Vertrauen abhängig. Der Begriff Kredit stammt vom lateinischen credere (= glauben). Der Kreditgeber glaubt daran, dass der Kreditnehmer den Kredit zurückzahlen wird. Daher ist es für die Banken unerlässlich, bei den Einlegern ein hohes Vertrauen zu erhalten. Verlieren die Geldanleger das Vertrauen in die Bank, so ziehen sie die Einlagen ab und es kommt zu Liquiditätsproblemen bis hin zum Bank Run.
Aus diesem Grund haben Banken umfangreiche Systeme der Einlagensicherung aufgebaut.
Vergleichbares gilt für Versicherungen. Hier wie auch im Bankenbereich spielt die ausreichende Ausstattung mit Eigenkapital eine zentrale Rolle, um das Kundenvertrauen in die Bonität des Unternehmens zu erhalten.

### Marketing
Besondere Bedeutung kommt dem Konstrukt „Vertrauen“ auch im Rahmen des Marketing und Vertriebs zu. So spielen bei produktpolitischen Entscheidungen die Vertrauenseigenschaften eine große Rolle, bei der Preisfindung wiederum das Preisvertrauen (Erwartung, dass ein Unternehmen den Preis ausschließlich eigennützig festlegt). In der Distributionspolitik entscheidet das Vertrauen in die Absatzwege über den Erfolg eines Produktes (bspw. Vertrauen in neue Medien oder den Handel von Waren über das Internet) und die Kommunikationspolitik muss sich mit einem geringen Vertrauen in die Aussagen der Werbung auseinandersetzen. Entscheidend ist Vertrauen schließlich auch im Markenmanagement: Dort spricht man von Markenvertrauen als einer der wesentlichen Einflussgrößen der Kundenloyalität bzw. Markentreue. Hierzu liegen bereits einschlägige empirische Studien vor.

### E-Commerce
Im elektronischen Handel kommen weitere Faktoren hinzu. Fehlende face-to-face-Interaktion, fehlende Überprüfbarkeit gegebener Informationen und der technologische Akt an sich erschweren die Vertrauensbildung. Dadurch werden Trusted Third Partys bei Online-Geschäften immer wichtiger. Wichtig ist jedoch auch das wahrgenommene Risiko, denn dies bestimmt u. a. über die Art des Vertrauensaufbaus (d. h. ob aufwändig nach Hinweisen für die Vertrauenswürdigkeit gesucht wird, oder ob das Vertrauen spontan aufgrund von Heuristiken gewährt wird). Beides ist auch in anderen Kontexten als de, E-Commerce relevant, bekommt aber durch die fehlende Face to Face Interaktion im E-Commerce eine andere Bedeutung.
Das Vertrauen im E-Commerce scheint zudem von kulturellen Faktoren abzuhängen.

## Weitere Autoren
Besonders seit den 80er Jahren beschäftigt sich die Ökonomie intensiv mit dem Thema (wichtige Autoren: Oliver E. Williamson (1993), Tanja Ripperger (1998), Michael Platzköster (1990)), aber auch die Betriebswirtschaft spart nicht mit Veröffentlichung (besonders im Bereich des Organizational Behaviour, z. B. Bart Noteboom/Frederique Six (2003), Roderick Kramer/Tom Tyler (1996), Roderick Kramer (2005), Guido Möllering (2006), Reinhard Bachmann/Akbar Zaheer (2006)). Marcus Wiens (2013) erweitert konventionelle Methoden der Entscheidungstheorie und Spieltheorie mit psychologischen und verhaltensökonomischen Befunden.